# Fulvio Fo
Fulvio Fo (Luino, 18 maggio 1928 – Roma, 17 novembre 2010) è stato uno scrittore, produttore cinematografico e sceneggiatore italiano.

## Biografia
Figlio di Felice Fo (Monvalle, 11 novembre 1898 - Luino, 31 dicembre 1986) capostazione e anche attore in una compagnia amatoriale, e di Pina Rota (Sartirana Lomellina, 20 settembre 1903 - Luino, 6 aprile 1987), durante l'infanzia e la prima giovinezza visse a Portovaltravaglia, sul lago Maggiore, sino al 1946, insieme alla sorella Bianca e al fratello Dario. 
Dopo esperienze di lavoro a Parigi e in Medio Oriente rientrò in Italia e iniziò l'attività in campo cinematografico, come sceneggiatore e come aiuto-regista di Henri-Georges Clouzot e di Carlo Lizzani. Il suo interesse era rivolto soprattutto al teatro, in qualità di organizzatore e anche di collaboratore negli spettacoli di suo fratello Dario. Fu collaboratore di Paolo Grassi, al Piccolo Teatro di Milano (1953 e 1966) e promotore di rassegne internazionali teatrali. Ricoprì l'incarico di condirettore dei Teatro Stabile di Torino dal 1955 al 1960. Fu direttore artistico del Teatro Stabile di Bologna (1961).
Nel 1968 è stato uno dei soci fondatori della Cooperativa teatrale Gli Associati, che segnò la nascita del sistema cooperativo in ambito teatrale, e ne restò presidente e direttore fino al 1978. Dal 1970 fu presidente dell'UNAT (Unione Nazionale Attività Teatrali), membro del Comitato di Presidenza A.G.I.S. (Associazione Generale Italiana dello Spettacolo) fino al 1980 e consulente del Centro Teatro Ateneo dell'Università di Roma La Sapienza. Ha ideato e diretto corsi di formazione, dal 1980 al 1983, per conto dell'Ente Teatrale Italiano, dell'A.G.I.S. e del Ministero del Turismo e dello Spettacolo: si trattava dei primi corsi professionali, realizzati in Italia, per organizzatori e amministratori teatrali.
Dal 1973 e fino al 1983 è stato membro della Commissione Ministeriale per il Teatro di prosa e membro della Commissione Paritetica Sindacale per il Teatro di prosa. Dal 1981 al 1983 ha ricoperto la carica di vice presidente dell'Ente Teatrale Italiano e dal 1984 al 1986 è stato amministratore delegato e direttore del Teatro di Roma (Teatro Argentina e Teatro di Ostia Antica). Dal 1988 al 1994 è stato direttore artistico del Teatro Metastasio di Prato e nel 1995 ha organizzato un corso di formazione professionale riservato alla provincia di Livorno. 

### In Sardegna
Si è trasferito a Cagliari, per un incarico al Teatro di Sardegna e nel 1996, quando riteneva di avere concluso le sue attività, si è ritirato a Sinnai, dove al contrario ha iniziato una nuova esistenza, tutta legata al teatro locale. Nacque infatti un Teatro Civico a Sinnai, Comune di cui era diventato un cittadino attivo e partecipe. Divenne presidente della Associazione che prese in gestione questo nuovo teatro, riuscendo a farlo inserire nel contesto nazionale, garantendone la programmazione e stimolando la nascita di corsi di avviamento al teatro, per giovani e per bambini. Collaborò attivamente con l'Università di Cagliari e con varie realtà isolane, in campo teatrale, puntando in particolare alla formazione dei giovani, nella recitazione e nella regia teatrale.

### Letteratura
La sua produzione letteraria ebbe inizio nel 1994 con il libro La valle onde Bisenzio si dichina. Fulvio Fo amava anche la letteratura non legata al teatro, in particolar modo la poesia. Nel 2002 pubblicò una raccolta di aneddoti e di brevi racconti autobiografici, dal titolo Pescatore di sogni. Itinerario di un animale teatrante e nel 2010 apparve la seconda serie di racconti - Gente di lago - ambientati a Portovaltravaglia e dintorni, cioè nei luoghi della sua gioventù. I racconti erano ispirati a fatti e a personaggi realmente esistiti da quelle parti, quindi di taglio autobiografico.
Dopo la pubblicazione di questo libro si manifestò il male che nel giro di pochi mesi lo avrebbe strappato alla vita e alla sua inesauribile vena creativa. Pochi giorni prima di morire chiese a un amico di procurargli materiale per un suo nuovo progetto teatrale e gli inviò un nuovo capitolo, aggiuntivo alla riedizione (pubblicata postuma nel 2011) di Pescatore di sogni, al fine di averne una opinione di riscontro. Espresse la volontà di rendere perenne il suo legame con Sinnai, scegliendo di essere sepolto nel locale cimitero: le sue ceneri vi sono state collocate in un loculo che, secondo il desiderio che aveva esplicitamente espresso, gli consentisse di continuare a «contemplare il paesaggio del golfo di Cagliari».

## Vita privata
Era padre del poeta, latinista e traduttore Alessandro Fo e dell'attrice e regista teatrale Laura Fo; ebbe anche altri due figli, Giulia e Federico.

## Scritti
- Fulvio Fo, Rodolfo Di Giammarco (a cura di), Fare spazio alle idee: i nuovi scenografi: Spoleto Teatro Giovani 2, 7/15 maggio '88, Teatro Nuovo, Roma, Polistampa, 1988, SBN VEA1048371.
- Fulvio Fo, Pescatore di sogni : itinerario di un animale teatrante: frammenti della memoria e dintorni, Cagliari, EDISPES, 2002, SBN CAG0107755.
- Thessy Sembiante, Professione teatro: produzione, allestimento, distribuzione, Roma, Gremese, 2010, SBN LO11330187. Prefazione di Fulvio Fo.
- Fulvio Fo, Gente di lago: ai margini della Storia, Milano, Alacran, 2010, SBN TO01767416.

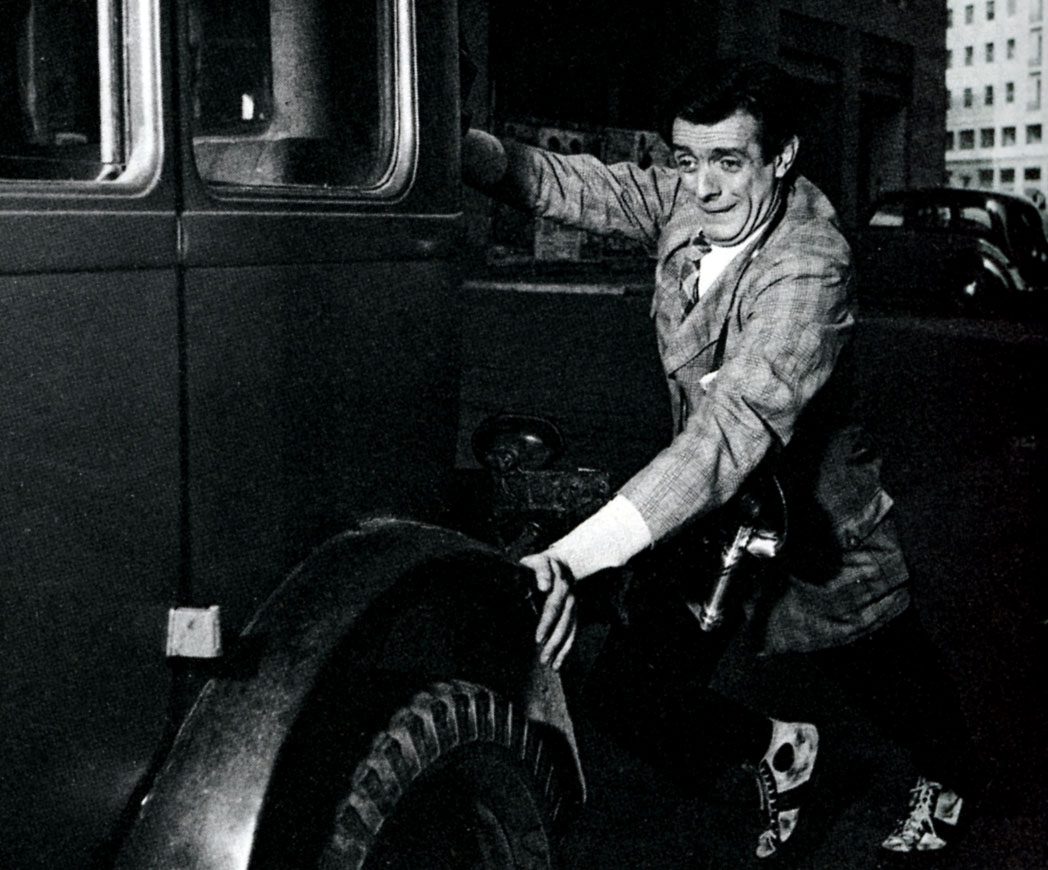
Dario Fo in una sequenza del film Lo svitato

## Filmografia
- La regina delle Amazzoni (1960) sceneggiatura
- Lo svitato (1956) soggetto, sceneggiatura e aiutoregista
- Don Chisciotte (1983), produttore

## Lettere come direttore del Teatro Stabile di Torino

### A Giuseppe Dessí
- Francesca Nencioni (a cura di), A Giuseppe Dessí: lettere editoriali e altra corrispondenza / con un'appendice di lettere inedite a cura di Monica Graceffa, Firenze University press, 2012, SBN UFI0592105.